# Madoqua
Os dik-diks, também conhecidos em língua portuguesa como caxines, fazem parte do gênero Madoqua. São bovídeos e integram a tribo Antilopini, da subfamília Antilopinae.
São antílopes africanos de dimensões reduzidas que tem em média 60 cm de comprimento e 35 cm de altura. Apenas o macho tem chifres, os quais têm tamanho reduzido e não dispõem de ramificações. O seu nome deriva do som que emitem quando estão assustados.

## Hábitos
O caxine é um animal tímido, visto que foge ao menor ruído suspeito, saltando em ziguezague. Quando perseguido por um predador, seu tamanho diminuto permite-lhe insinuar-se em moitas espinhosas, o que consuma desencorajar os predadores! Por essa razão que vive sobretudo nas regiões cobertas de silvas da savana.
Contrariamente a muitas outras espécies de antílopes, a carne desse animal não é muito apreciada pelo Homem, razão pela qual os caçadores não o incomodam. 

## Espécies
O gênero contém 7 espécies, segundo a taxonomia mais recente:
- Madoqua cavendishi — Dik-dik-de-naivasha
- Madoqua damarensis — Dik-dik-de-damara
- Madoqua guentheri — Dik-dik-de-günther
- Madoqua kirkii — Dik-dik-de-kirk
- Madoqua piacentinii — Dik-dik-prateado
- Madoqua saltiana — Dik-dik-de-salt
- Madoqua thomasi — Dik-dik-de-ugogo

## Galeria

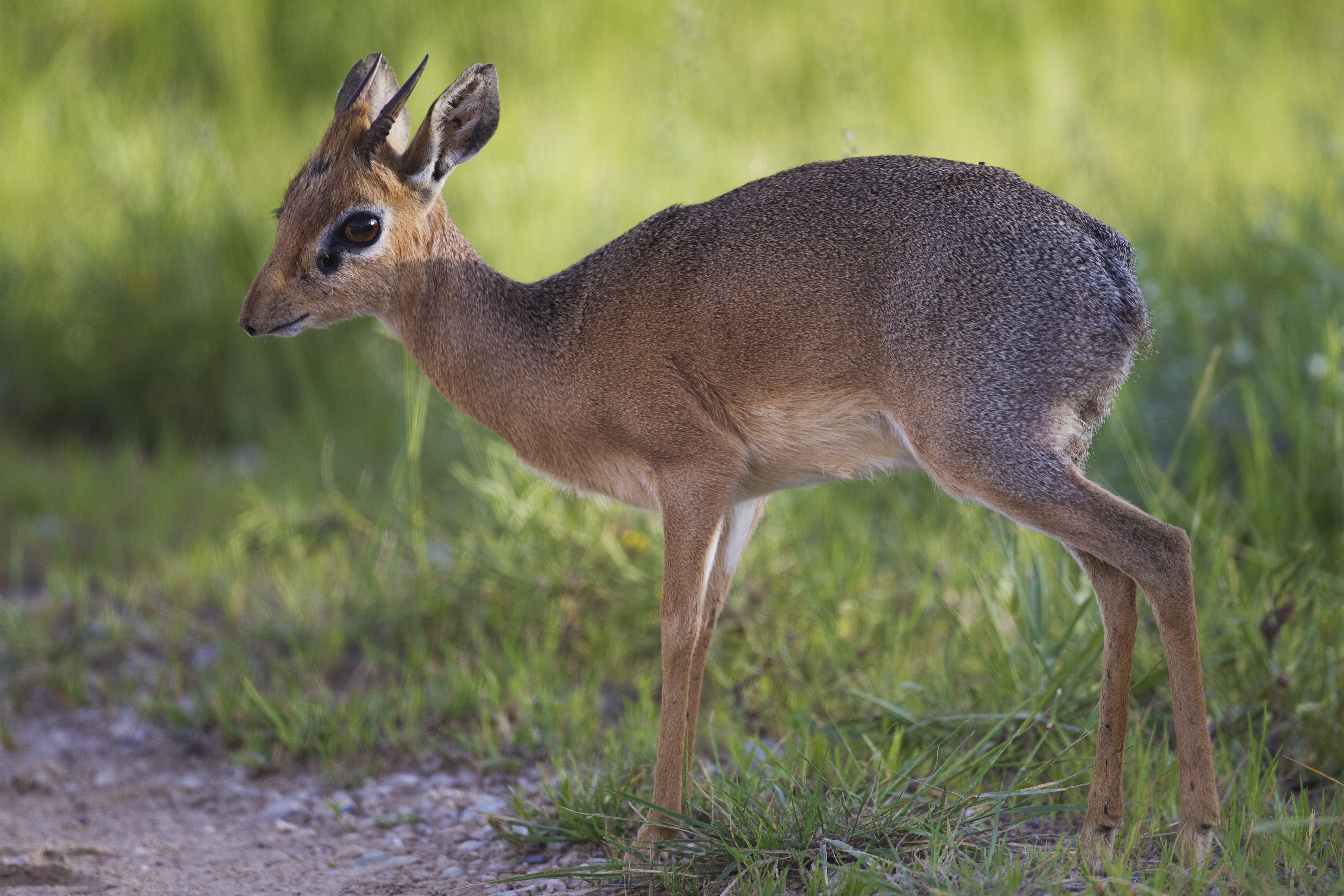
Dik-dik-de-kirk no Parque Nacional Etosha, Namíbia
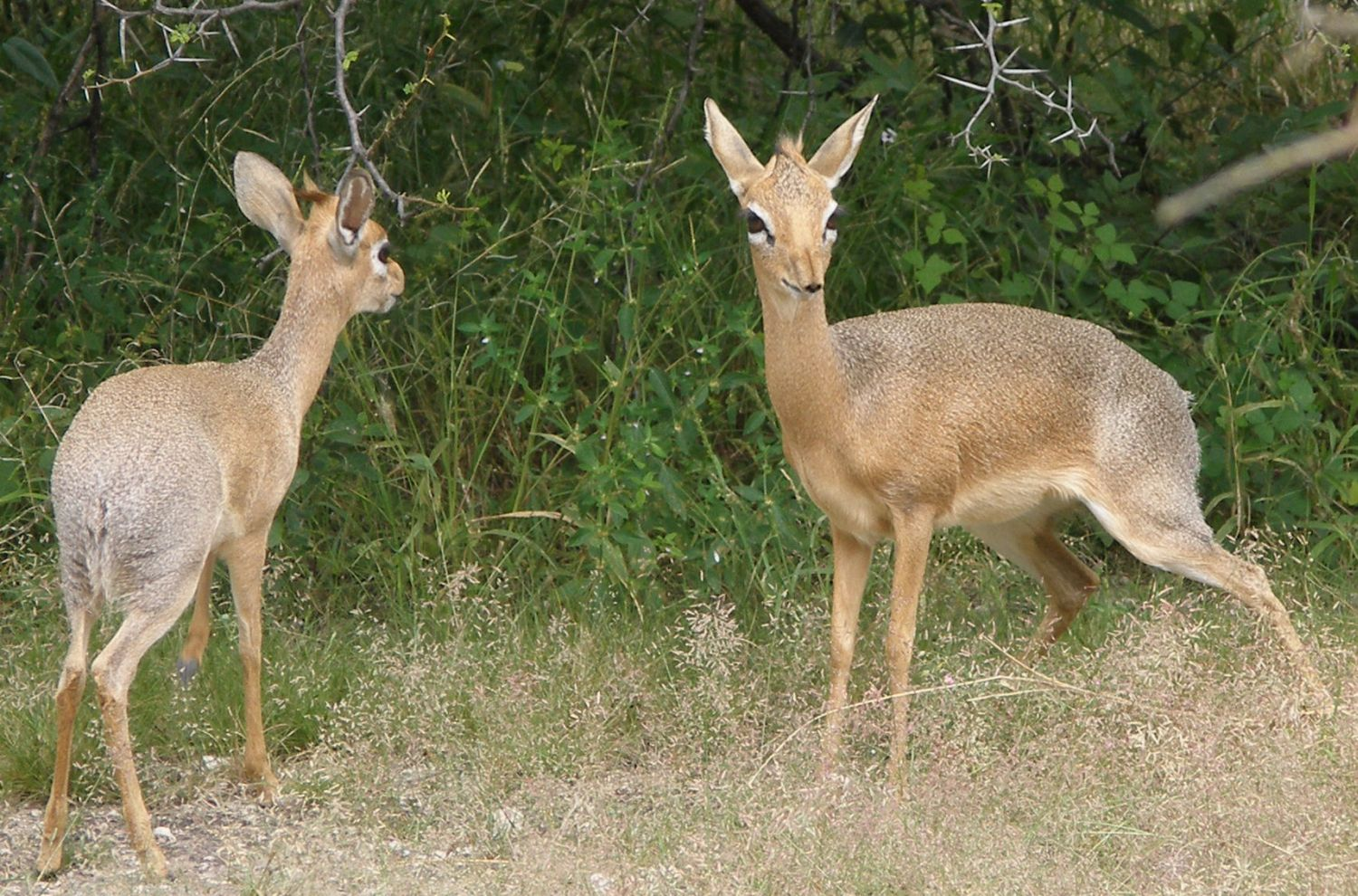
Dik-Diks em atenção
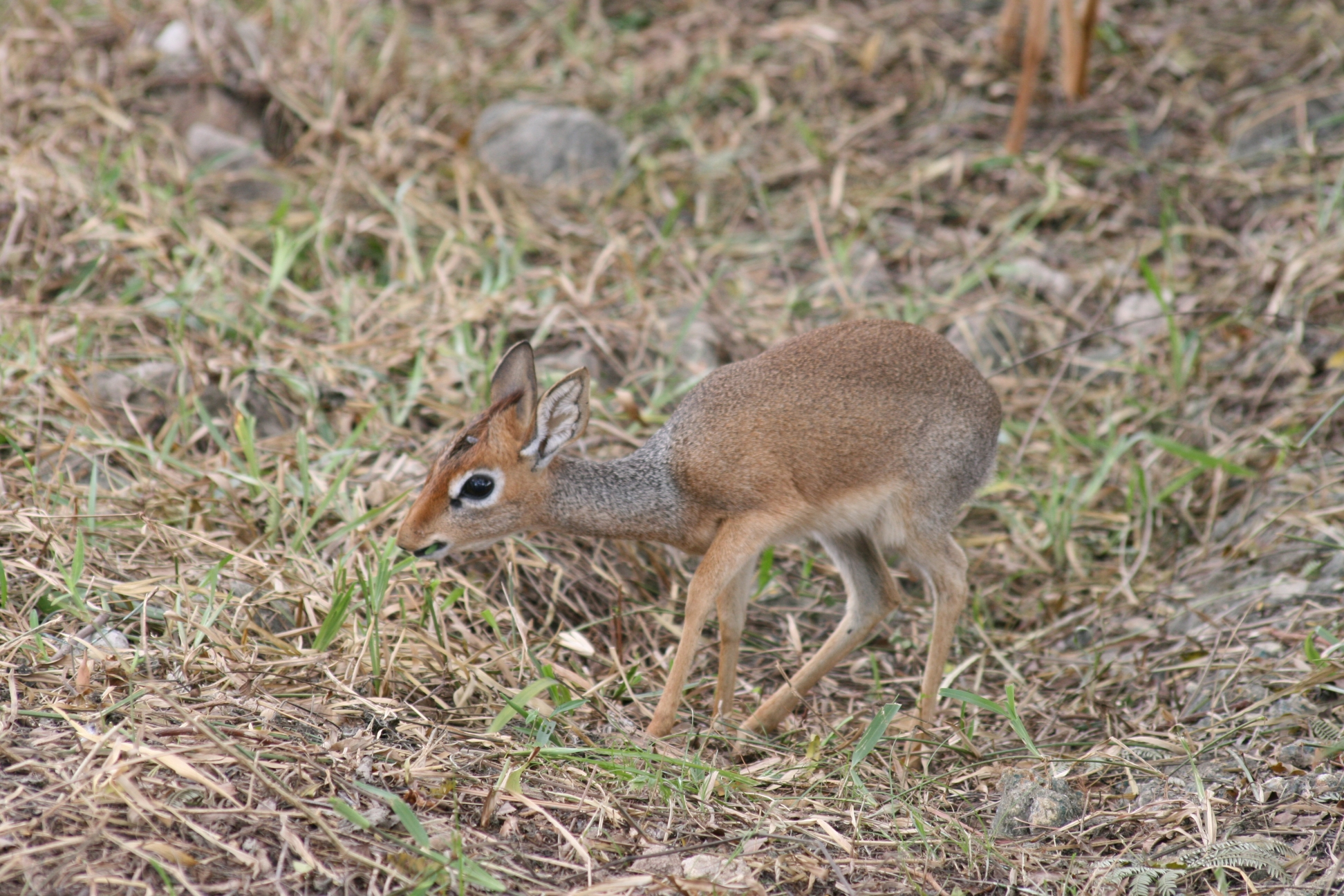
Dik-dik se alimentando
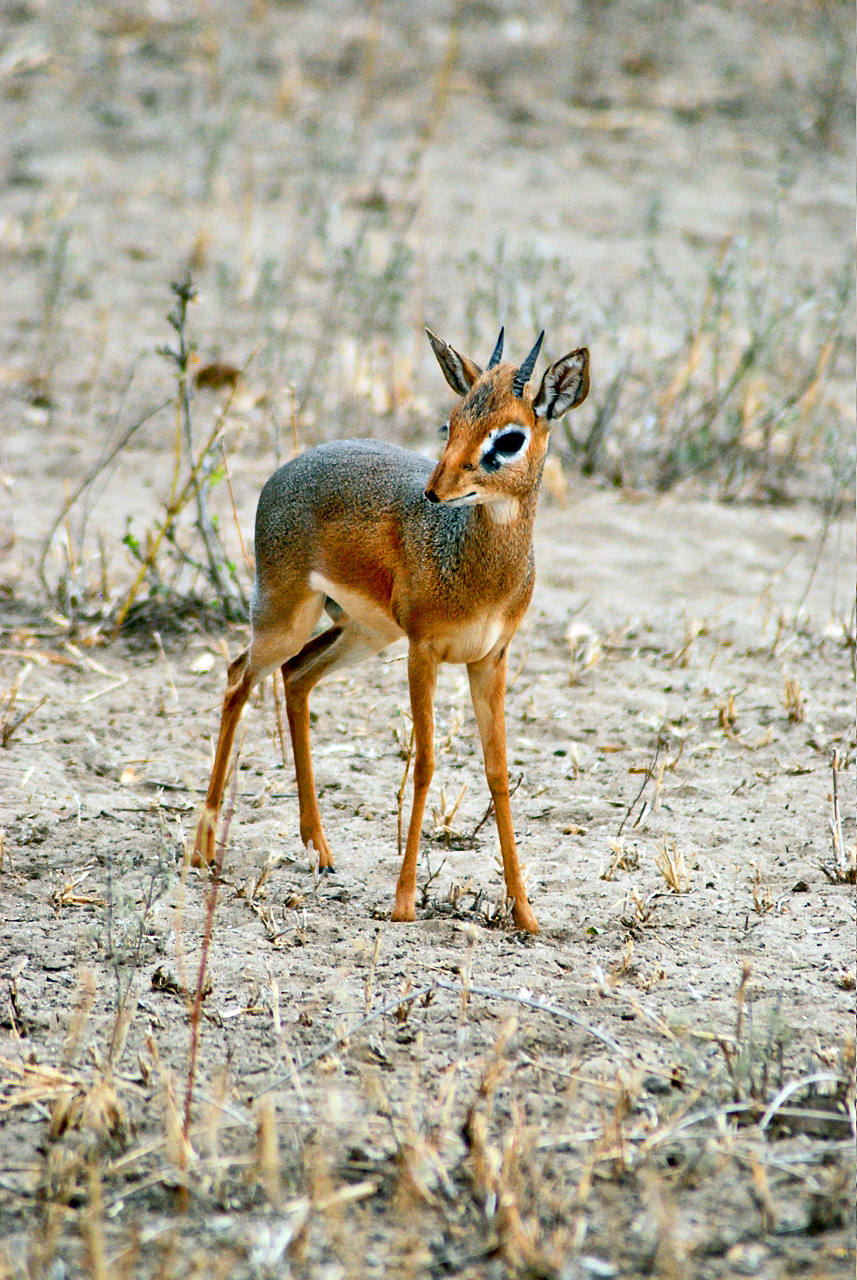
Espécime macho no Parque Nacional Tarangire, Tanzânia
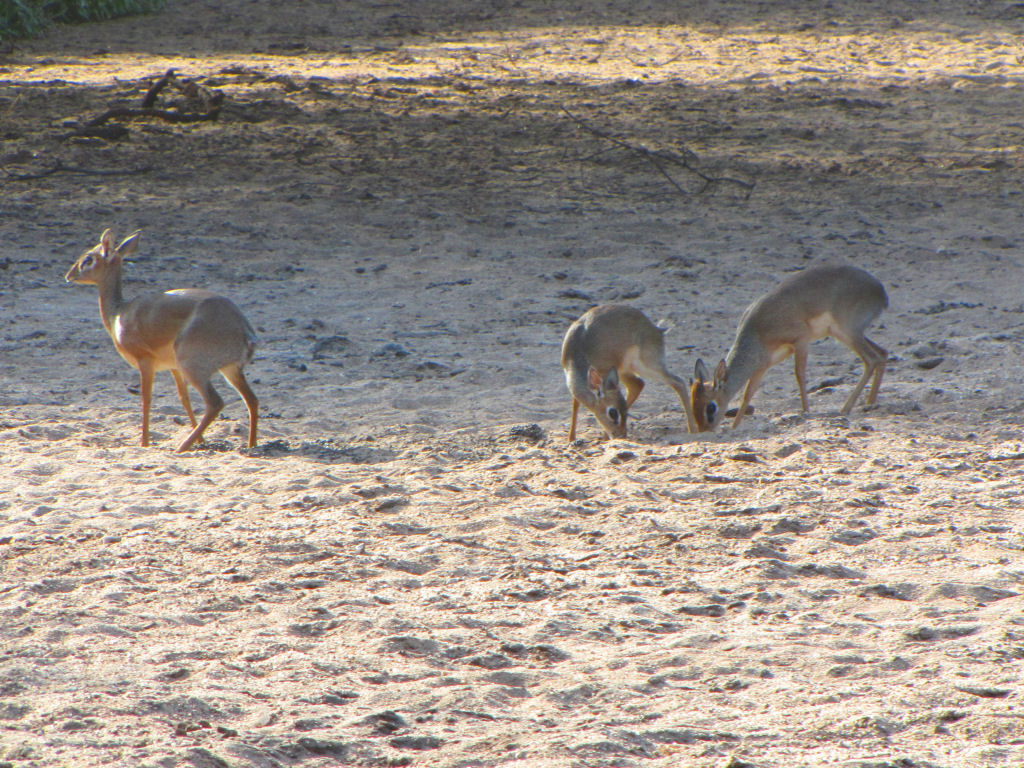
Família de dik-dik-de-kirk, lago Manyara, Tanzânia